# تشاد مايكل موراي
تشاد مايكل موراي (بالإنجليزية: Chad Michael Murray)‏ مواليد 24 أغسطس 1981 في نيويورك، الولايات المتحدة، هو ممثل أمريكي بدأ مسيرته الفنية عام 1999.

## الأعمال

### أفلام
- الجمعة العجيبة
- بيت الشمع

## روابط خارجية
- تشاد مايكل موراي على موقع IMDb (الإنجليزية)
- تشاد مايكل موراي على موقع روتن توميتوز (الإنجليزية)
- تشاد مايكل موراي على موقع ألو سيني (الفرنسية)
- تشاد مايكل موراي على موقع ميوزك برينز (الإنجليزية)
- تشاد مايكل موراي على موقع تيرنر كلاسيك موفيز (الإنجليزية)
- تشاد مايكل موراي على موقع أول موفي (الإنجليزية)
- تشاد مايكل موراي على موقع قاعدة بيانات الأفلام السويدية (السويدية)
- تشاد مايكل موراي على موقع إن إن دي بي (الإنجليزية)
- تشاد مايكل موراي على موقع ديسكوغز (الإنجليزية)
- تشاد مايكل موراي على موقع قاعدة بيانات الفيلم (الإنجليزية)